# Aqueduto de Valente

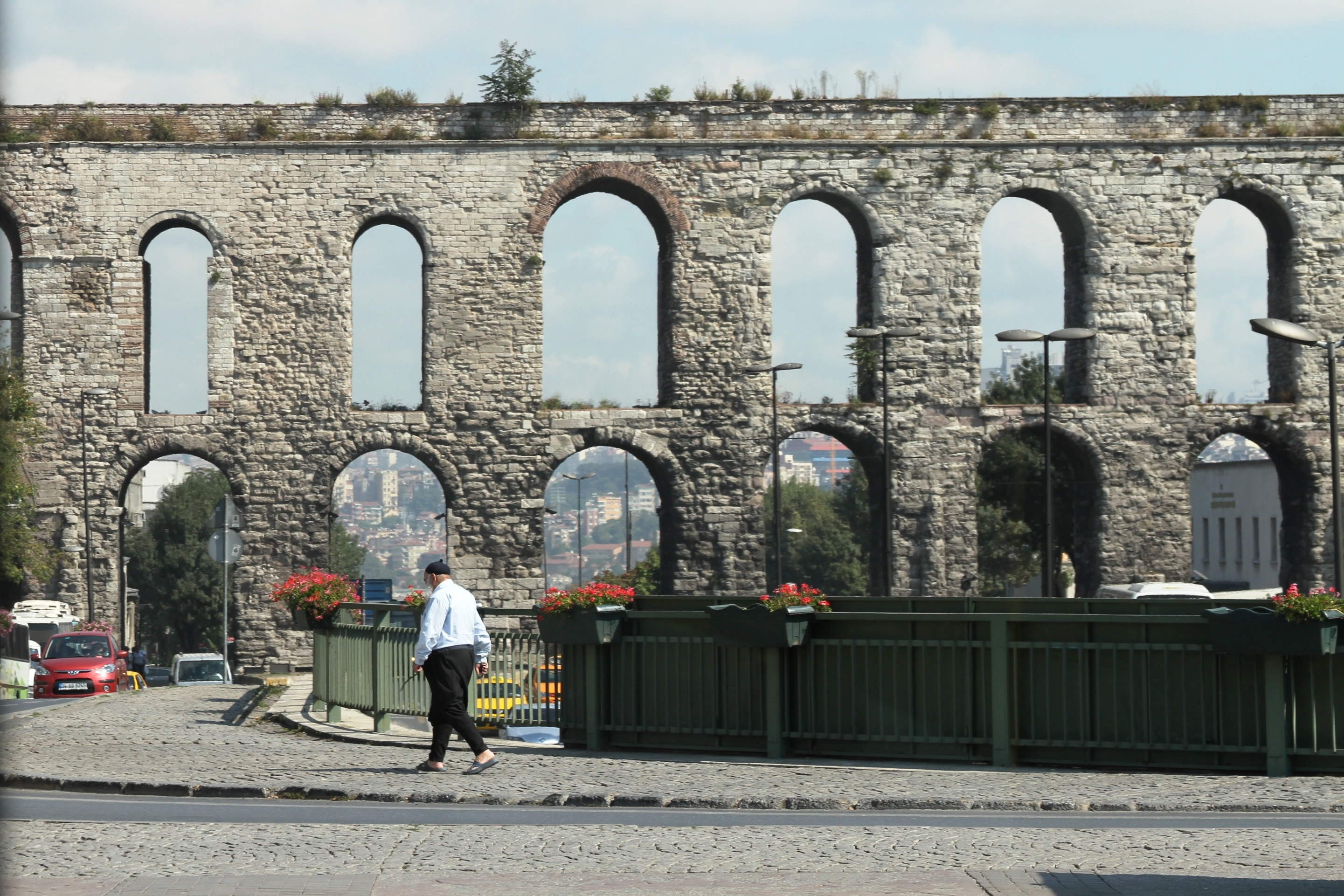
Imagem do Aqueduto

O Aqueduto de Valente (em turco: Bozdoğan Kemeri, "Aqueduto do Falcão Cinzento"; em grego clássico: Ἀγωγός του ὕδατος; romaniz.: Agōgós tou hýdatos, "aqueduto") está situado na parte europeia de Istambul, na Turquia. Sua construção se finalizou sob o reinado do imperador bizantino Valente no ano 368, mas as obras provavelmente começaram sob o comando de Constantino I ou Constâncio II. Construído entre a terceira e a quarta colina da cidade antiga, se utilizava para trazer água para a fonte monumental (ninfeu) desde o bosque de Belgrado.
Tem 64 m de altura desde o nível do mar e 20 m desde sua base. Em sua origem tinha 1 km de longitude, mas atualmente apenas se conservam 600 m no bairro de Unkapani e 200 m em Beyazıt. Os materiais que se usaram para a construção do aqueducto, tanto as pedras grandes da parte inferior como as pequenas da parte superior, trouxeram das muralhas da cidade antiga de Calcedónia.
Já foi uma das mais longas linhas de aqueduto do mundo antigo, tendo ultrapassado os 500 quilómetros no seu auge. Por volta do século V, era através deste canal que os cidadãos de Constantinopla obtinham água.
Numa área de 50 quilómetros da porção central do aqueduto era feita de dois canais, um por cima do outro, que ocasionalmente se cruzavam. Esta abordagem de canal duplo permitia aos engenheiros limpar o aqueduto sem interromper completamente o fluxo de água para Constantinopla durante semanas ou até meses.
Toda a rede de aquedutos foi construída em secções, ao longo dos vários séculos, sendo mais um exemplo da construção avançada realizada durante o Império Romano.